# Joseph Salas
Joseph Salas (n. 28 decembrie 1903, Los Angeles, California, SUA – d. 11 iunie 1987, Carlsbad⁠(d), California, SUA) a fost un boxer ce a reprezentat Statele Unite ale Americii, medaliat olimpic. A participat la o ediție a Jocurilor Olimpice (1924) în care a câștigat o medalie de argint.

## Participări
Lista de mai jos prezintă principalele competiții la care a participat Joseph Salas de-a lungul carierei.
- boxe aux Jeux olympiques d'été de 1924 – poids plumes hommes[*]